# 谢苗·乌里茨基
谢苗·彼得罗维奇·乌里茨基（俄语：Семён Петрович Урицкий，1895年3月2日—1938年8月1日），蘇聯军官。历任北高加索军区副参谋长、苏联情报部领导人、莫斯科军区副司令。布尔什维克契卡领导人摩西·乌里茨基的侄子。大清洗时期被处决。